# Asota ochrealis
Asota ochrealis är en fjärilsart som beskrevs av Swinhoe 1892. Asota ochrealis ingår i släktet Asota och familjen nattflyn. Inga underarter finns listade i Catalogue of Life.